# زن شهر
زن شهر (انگلیسی: The Woman of the Town) فیلمی آمریکایی در سبک وسترن نوشته آنیس مک‌کنزی به کارگردانی ژرژ آرشنبو است که در سال ۱۹۴۳ منتشر شد. از بازیگران آن می‌توان به کلر تروور، آلبرت دکر، بری سالیوان، هنری هال، پرتر هال، پرسی کیلبراید، کلم بونز، و تدی شرمن اشاره کرد.